# 林剣
林 剣（りん けん、1977年5月 - ）は、中華人民共和国の外交官。現職は中華人民共和国外交部の発言人（報道官）兼新聞司副司長。

## 経歴
1977年5月、湖北省武漢市の軍人家族に生まれた。武漢外国語学校を経て、1999年、北京外国語大学英语学科を卒業。
卒業後は外交部に選ばれデンマークに留学、駐デンマーク大使館政治処に派遣された。以後、外交部弁公庁三等秘書、中華人民共和国駐ポーランド大使館政務参事官、外交部欧洲司参贊を歴任した。
2020年、新疆生産建設兵団外事弁公室党組書記、主任に転任。
2024年3月18日、中華人民共和国外交部新聞司副司長兼発言人（報道官）に就任。